# NGC 6644
NGC 6644 est une nébuleuse planétaire située dans la constellation du Sagittaire. NGC 6644 a été découverte par l'astronome américain Edward Charles Pickering en 1880.

## Observation
Avec une magnitude visuelle apparente de 10,7, on doit utiliser un télescope dont l'ouverture est d'au moins 150 mm pour l'observer.  

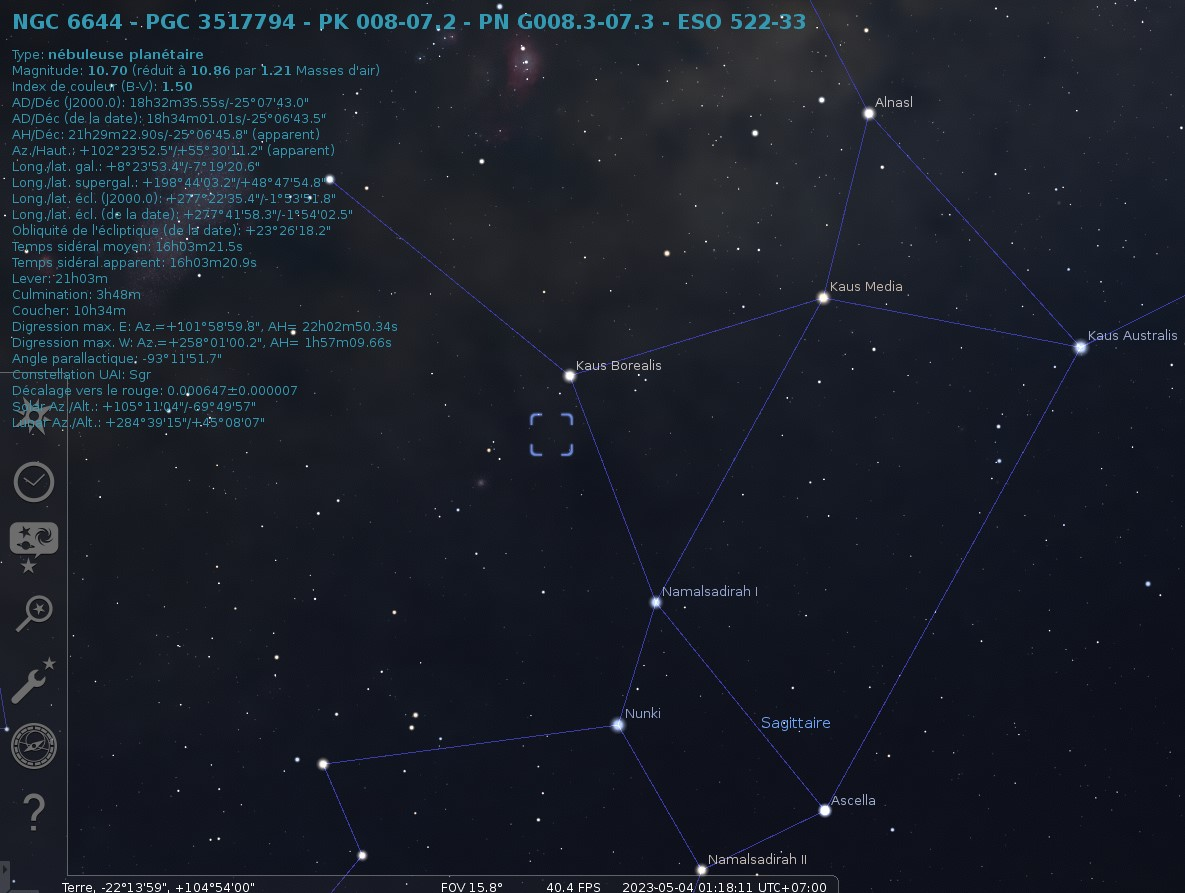
Emplacement de NGC 6644 dans la constellation du Sagittaire.

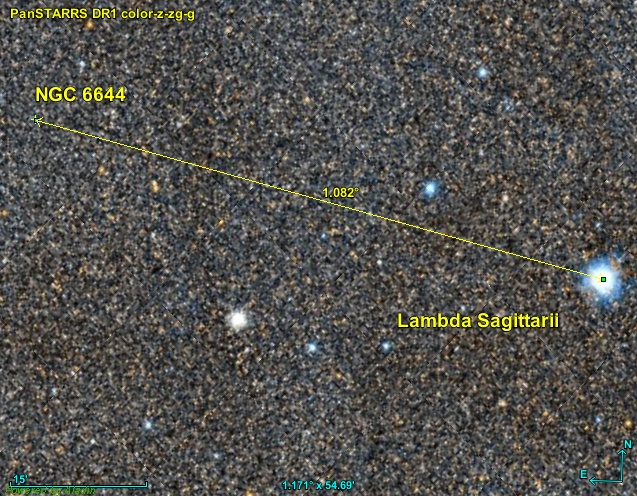
Position de NGC 6644 par rapport à Lambda Sagittarii.

La nébuleuse NGC 6644 est située à environ 1,1 degrés au nord-est de l'étoile Lambda Sagittarii (Kaus Borealis).

## Distance, taille et vitesse
Selon les plus récentes études (2010), la distance de NGC 6644 est de 6,131 ± 1,226 kpc (∼20 000 al). Puisque sa taille apparente est de 0,20′, un calcul rapide montre que son envergure est d'environ 1,16 ± 0,23 al.
Une publication de l'année 1995 rapporte une vitesse de 193,9 km/s.